# Wrochem

Wappen derer von Wrochem

Wrochem ist der Name eines alten oberschlesischen Adelsgeschlechts, das mit einem Ritter Wrochuo, Hauptmann des Dorfs Groß Cosel bei Groß Wartenberg, 1379 erstmals urkundlich auftritt. Die sichere Stammreihe beginnt erst mit  Wenzel Wrochen auf Langendorf, der am 14. Januar 1598 seiner Frau Eva von Spiegel ein Leibgedinge auf Pawlowitz verschrieb.

## Wappen
Das Wappen zeigt in Silber einen blauen Wellenbalken, der von drei (2:1) roten Rosen begleitet wird. Auf dem Helm mit rot-silbernen Decken ein silberner Schwan.

## Bekannte Namensträger
- Adam Johann Gottlob von Wrochem (1765–1840), Landrat im Landkreis Ratibor
- Albrecht von Wrochem (1880–1944), deutscher Verwaltungsjurist
- Alfred von Wrochem (1857–1915), preußischer Generalleutnant
- Arthur von Wrochem (1847–1921), preußischer Generalmajor
- Carl Arthur von Wrochem (1809–1872), deutscher Verwaltungsjurist und Politiker
- Celina von Wrochem, Teil des Duos  Lina Bo, Popsängerin und Geigerin
- Claudius von Wrochem (* 1965), Cellist
- Gustav Gottlob von Wrochem (1798–1816), Landrat im Landkreis Ratibor
- Hans von Wrochem (1853–1914), preußischer Generalleutnant
- Heinrich Alexander Robert von Wrochem, Landrat im Landkreis Ratibor
- Johann Gottlob von Wrochem (1938–2020), Pianist und Komponist
- Johann Heinrich von Wrochem (1735–1807), preußischer Landrat im Kreis Ratibor
- Carl Arthur von Wrochem (1809–1872), Landrat im Landkreis Ohlau, Mitglied der Frankfurter Nationalversammlung
- Klaus von Wrochem (* 1940), „Klaus der Geiger“, Violinist und politischer Aktivist
- Maximilian von Wrochem (1847–1934), preußischer Generalleutnant
- Oliver von Wrochem (* 1968), deutscher Historiker
- Paul Adolph von Wrochem (1840–1916), Landrat im Kreis Wohlau
- Ulrich von Wrochem (* 1944), Bratscher
- Walther von Wrochem (1848–1907), preußischer Generalmajor
- Wilhelm von Wrochem, Landrat im Landkreis Ratibor
- Wilhelmine von Wrochem (1798–1839), Flötistin, Opernsängerin (Sopran) und Theaterschauspielerin